# Tacoma Rockets
Die Tacoma Rockets waren eine amerikanische Eishockeymannschaft aus Tacoma im US-Bundesstaat Washington. Das Team spielte von 1991 bis 1995 in einer der drei höchsten kanadischen Junioren-Eishockeyligen, der Western Hockey League (WHL).

## Geschichte
Die Tacoma Rockets wurden 1991 als Franchise der Western Hockey League gegründet. Gleich in ihrer ersten Spielzeit erreichte die Mannschaft mit dem sechsten Platz in der West Division die Playoffs um den Ed Chynoweth Cup, unterlag jedoch bereits in der ersten Runde den Kamloops Blazers mit einem Sweep in der Best-of-Seven-Serie. In der Saison 1992/93 konnte sich das Team aus Washington zwar mit dem Erreichen von Platz zwei in der West Division deutlich in der regulären Saison steigern, schied allerdings erneut bereits in der ersten Playoff-Runde aus, wobei sie dieses Mal den Spokane Chiefs knapp mit 3:4 Siegen unterlagen. Ihren größten Erfolg erreichten die Tacoma Rockets mit dem Erreichen der zweiten Runde im folgenden Jahr. Nachdem sie in der Saison 1994/95 bereits in der Playoff-Qualifikation gescheitert waren, wurde das Franchise nach Kelowna, British Columbia, umgesiedelt, wo es seither unter dem Namen Kelowna Rockets am Spielbetrieb der WHL teilnimmt.

## Saisonstatistik
Abkürzungen: GP = Spiele, W = Siege, L = Niederlagen, T = Unentschieden, OTL = Niederlagen nach Overtime SOL = Niederlagen nach Shootout, Pts = Punkte, GF = Erzielte Tore, GA = Gegentore, PIM = Strafminuten
| Saison  | GP | W  | L  | T | OTL | SOL | Pts | GF  | GA  | Platz    | Playoffs                        |
| 1991–92 | 72 | 24 | 43 | 5 | —   | —   | 53  | 273 | 346 | 6., West | Niederlage in der ersten Runde  |
| 1992–93 | 72 | 45 | 27 | 0 | —   | —   | 90  | 324 | 259 | 2., West | Niederlage in der ersten Runde  |
| 1993–94 | 72 | 33 | 34 | 5 | —   | —   | 71  | 303 | 301 | 3., West | Niederlage in der zweiten Runde |
| 1994–95 | 72 | 43 | 27 | 2 | —   | —   | 88  | 294 | 246 | 2., West | Niederlage in der Qualifikation |

## Ehemalige Spieler
Folgende Spieler, die für die Tacoma Rockets aktiv waren, spielten im Laufe ihrer Karriere in der National Hockey League: 
| - Allan Egeland - Tuomas Grönman - Michal Grošek | - Scott Hannan - Tavis Hansen - Joel Kwiatkowski | - Kyle McLaren - Brett McLean - Lasse Pirjetä | - Dale Purinton - Michal Sýkora - Václav Varaďa |

## Team-Rekorde

### Karriererekorde
Spiele: 254  John Varga
Tore: 154  John Varga
Assists: 179  John Varga
Punkte: 333   John Varga
Strafminuten: 731  Trever Fraser